# オレゴン準州
オレゴン準州（Oregon Territory）は、1848年から1859年の間存在していたアメリカ合衆国の準州である。
オレゴン準州は1848年8月14日に議会の決議によって北緯49度線以南のオレゴン・カントリーのアメリカ側領域からつくられた。最初は現在のアイダホ州、オレゴン州、ワシントン州とモンタナ州のロッキー山脈分水界以西、ワイオミング州のロッキー山脈分水界以西と北緯42度線（メキシコ割譲地の北限）以北を含んでいた。
最初の州都はオレゴンシティであったが、1851年にセイラムへ移った。
1853年に準州の北部、コロンビア川下流部と北緯46度線以北がワシントン準州となった。
1859年2月14日にオレゴン準州はオレゴン州となり、領域も現在のものになった。オレゴン州に含まれなかった東部（現在のアイダホ州南部とワイオミング州西部）はワシントン準州に加えられた。

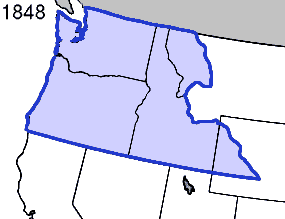
創設時の領域（青）
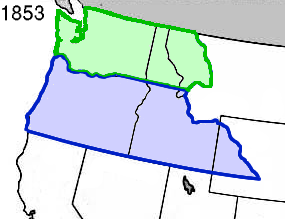
ワシントン準州（緑）分割後の領域
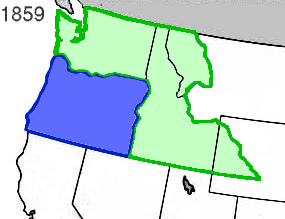
オレゴン州昇格後の領域